# Philippe Chany
Pour les articles homonymes, voir Chany.
Philippe Chany, né le 29 mars 1959 à Gap, est un compositeur français de chansons, de musiques de films et d'habillage sonore.

## Biographie
Il a travaillé de longues années dans la création d'habillage musical pour la télévision et la radio : Canal+ (design sonore de toutes les émissions des Nuls), Europe 1, France Télévision, RMC, Planète Câble, Comédie (la chaîne de Dominique Farrugia), TV Sport, Eurosport, Ciné-cinéma, etc..
Compagnon de route d'Alain Chabat depuis le lycée, Philippe Chany a composé les musiques originales des émissions des Nuls, telles que Objectif : Nul, TVN 595 et ABCD Nuls, de 1985 à 1992, mais également la musique de Nulle part ailleurs, émission de la chaîne Canal+ dans laquelle les Nuls se sont illustrés pendant de nombreuses années (notamment via de faux journaux télévisés). Il y a également pendant de nombreuses années composé les musiques originales des Guignols de l'info.
Il a aussi travaillé en Europe dans les années 1980 et 1990, avec le groupe allemand Hong Kong Syndikat (en ayant contribué aux titres Too Much et Concrete and Clay), mais également avec Jean-Paul Gaultier (How to do That, How to Mix That), ou bien encore sur Dance on the Groove and do the Funk titre au style funk-electro extrait de l'album Love International, titre classé à sa sortie dans les charts aux États-Unis et numéro 1 en Italie.
En 1986, Philippe Chany compose et produit la chanson de Caroline Loeb C'est la ouate, laquelle sera classée no 1 dans dix-sept pays.
Il collabore à la mise en musique de la naissante chaîne Canal+. Il compose et réalise de très nombreux habillages musicaux pour des chaînes du groupe Canal : Planète, Tv sport, Canal+, Comédie. Il compose également les habillages musicaux d'Europe 1, France 2 et RMC.
C'est en 1994 qu'il compose sa première bande originale de film avec La Cité de la peur, le premier long métrage des Nuls, réalisé par Alain Berbérian.
Suivront d'autres longs métrages : Delphine 1, Yvan 0 et Trafic d'influence de Dominique Farrugia, Didier et Astérix et Obélix : Mission Cléopâtre d'Alain Chabat.
Il compose le générique du Top 50 sur France 2 en 1995.

## Œuvres

### Bandes originales
- 1994 : La Cité de la Peur, d'Alain Berbérian
- 1996 : Delphine 1, Yvan 0, de Dominique Farrugia
- 1997 : Didier, d'Alain Chabat
- 1998 : Trafic d'influence, de Dominique Farrugia
- 2002 : Astérix & Obélix : Mission Cléopâtre, d'Alain Chabat
- 2008 : Affaire de famille (édition et production de la musique)

### Discographie sélective
- 1980 : Unsquare Dance
- 1980 : Rive gauche
- 1981 : Dance on the Groove (and do the funk), titre interprété par Love International
- 1986 : C'est la ouate, interprété par Caroline Loeb[4]
- 1987 : Lolo t'as mal où ?
- 1987 : Amants zaimants, interprété par Caroline Loeb
- 1988 : Pourquoi tu m'fous plus des coups ?, interprété par An Luu
- 1988 : How to do that, interprété par Jean-Paul Gaultier
- 2007 : Best Of les années les Nuls